# PlayStation 3
PlayStation 3 (プレイステーション3 Pureisutēshon Surī?, oficialmente abreviada como PS3) es la tercera videoconsola de sobremesa descontinuada producida por Sony Computer Entertainment. Fue la quinta y última consola de Sony en ser diseñada por Ken Kutaragi y formó parte de las videoconsolas de séptima generación y sus competidores fueron la Xbox 360 de Microsoft y la Wii de Nintendo.
Sony confirmó, en marzo de 2017, que dejaría de fabricar la consola en Japón. En la cual finalmente se dejó de hacer su producción el 29 de mayo de 2017, así mismo finalizando su producción únicamente en Japón en 2017, en Nueva Zelanda en 2015, en Estados Unidos en marzo de 2016 y el resto de Norteamérica en octubre de ese año, pero la producción alrededor del mundo sigue presente, exceptuando su servicio en línea que igual está presente, a excepción de algunos servidores de ciertos títulos que ya cesaron su servicio en línea, unos ejemplos de juegos que ya han cesado servicios en la consola serían PES 2015 y más recientemente Grand Theft Auto Online.
El firmware de la consola es la 4.92, lanzado el 5 de marzo de 2025 y el último juego lanzado para esta consola de manera oficial fue FIFA 19.

## Visión general
La PlayStation 3 fue lanzada al mercado el 11 de noviembre de 2006 en Japón, el 17 de noviembre de 2006 en Norteamérica y el 23 de marzo de 2007 en Europa y Australia. Dos variantes estaban disponibles en el momento del lanzamiento: un modelo básico con 20 GB de disco duro SATA 2,5" y un modelo profesional con disco duro de 60 GB y varias características adicionales como doble número de puertos USB y retrocompatibilidad con juegos de su antecesora PlayStation 2 y Playstation 1. El modelo de 20 GB no fue comercializado en Europa y Australia, en su lugar se lanzó el modelo de 40 GB, que fue el que se extendió, ya que eliminaba la retrocompatibilidad, pero abarataba los costes. Desde entonces, a todos los modelos se le han hecho varias revisiones en su hardware para la disminución de su costo de producción y su precio de venta.

### Características
Otras características importantes de la consola eran sus capacidades sólidas de multimedia, la conectividad con la PlayStation Portable (y más con la actualización 4.0 con su sucesora, PlayStation Vita) y su principal formato de disco óptico de alta definición, Blu-ray Disc, como su principal medio de almacenamiento. La PS3 también dio soporte al Blu-ray perfil 2.0, gracias a ello se pudo interactuar por internet con contenidos extras de películas y juegos.

## Historia

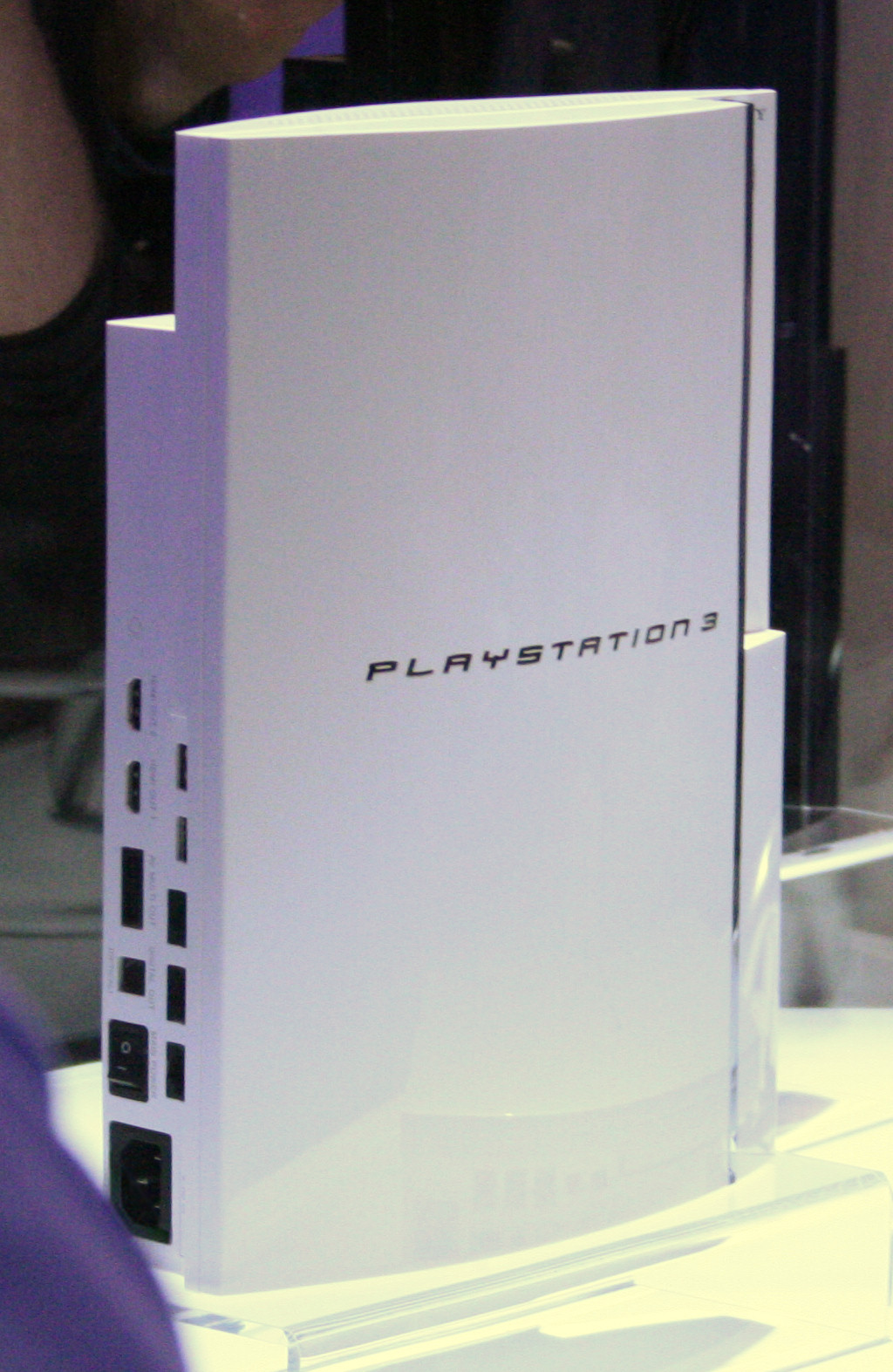
Prototipo inicial de la PlayStation 3.

### Presentación
La PS3 se presentó en el E3 de 2005. No llevaron una versión funcional del sistema, debido a cortes de electricidad y problemas de hardware, ni en el Tokyo Game Show de septiembre de 2006, aunque se hicieron demostraciones (como del juego Metal Gear Solid 4: Guns of the Patriots) mostrando en ambos eventos el kit de desarrollo de software. También se mostraron secuencias de vídeo basadas en las especificaciones pronosticadas. Sin embargo, posteriormente se reveló que las demostraciones de juegos no estaban funcionando en tiempo real sobre la máquina y utilizaron diversos trucos de post-producción

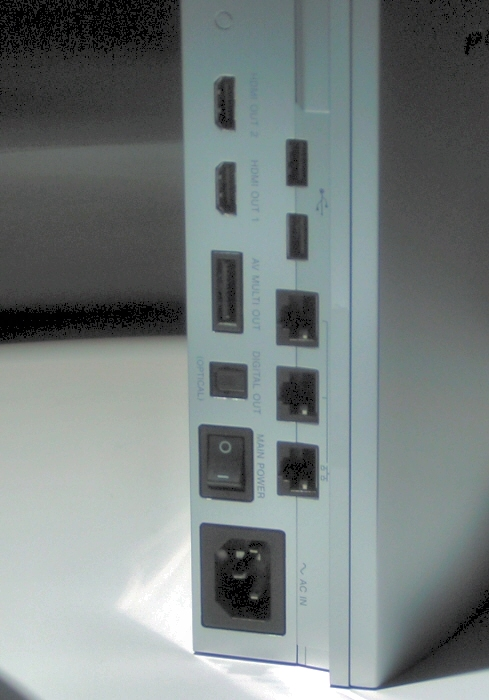
Detalles de los puertos del prototipo.

Se planeó inicialmente que tuviera dos puertos HDMI, tres puertos Ethernet y seis puertos de USB, aunque en el E3 de 2006 esto fue reducido a un puerto de HDMI, un puerto Ethernet y cuatro puertos USB, para recortar costes de fabricación.
También anunciaron que existirían dos configuraciones de la consola, de 60 GB y 20 GB, costando respectivamente 599€/599$ y 499€/499$. Se anunció que el modelo de 60 GB sería el único de los dos que tuviera HDMI, WiFi y un acabado en cromo en la parte del lector Blu-ray. La fecha de lanzamiento fue prevista para el 11 de noviembre de 2006 en Japón y 17 de noviembre de 2006 para Norteamérica y Europa.
El 6 de septiembre de 2006 Sony anunció que el lanzamiento de PlayStation 3 en Europa y Oceanía sería retrasado hasta marzo de 2007, debido a una escasez de diodos para el lector de Blu-ray.
El 22 de septiembre de 2006, en el Tokyo Game Show, Sony anunció que incluiría un puerto HDMI en el sistema 20 GB, pero no el WiFi y el acabado en cromo. También dijo que el precio de lanzamiento de los modelos de 20 GB japoneses sería reducido más del 20%. Durante el acto, Sony presentó 27 videojuegos para PS3 preparados para funcionar en la versión final del hardware.
Ken Kutaragi, ex responsable de la división de videojuegos de Sony, considerado el padre de la PlayStation, le aseguró una vida de 10 años a la PlayStation 3: «Queremos que nuestros productos tengan un ciclo de vida de 10 años, es esa la razón de su gran potencia, algo que ya hemos demostrado con PlayStation. Por tanto, se espera que PlayStation 3 dure diez años en el mercado, si este responde bien.» Ken Kuratagi respondió con esta frase cuando se le preguntó acerca de la PS4: «No puedo especular sobre cuándo podríamos sacar una nueva consola después de PlayStation 3. Pero mi mensaje es que cuando formas parte de la familia de productos PlayStation, te conviertes en un miembro de la gran familia Sony».
En el Tokyo Game Show 2006 se anunció por primera vez que el modelo de 20 GB de PlayStation 3 contaría con el HDMI necesario para usar 1080p y con una reducción de precio en Japón que ronda los 10 000 yenes, que equivalen a unos 80 euros, mientras que en Estados Unidos y Europa no se haría cambio en el precio inicial.

### Lanzamiento
La PlayStation 3 se lanzó el 11 de noviembre de 2006 a las 07:00 h en Japón. Según Media Create, 81.639 sistemas de PS3 se vendieron en 24 horas durante su introducción en Japón.
Poco después de su lanzamiento en Japón, la PS3 fue lanzada en Norteamérica el 17 de noviembre de 2006. Se presentaron algunos informes de violencia en torno a la liberación de la PS3.
El 24 de enero de 2007, Sony anunció que la PlayStation 3 saldría a la venta el 23 de marzo de 2007 en Europa, Australia, Oriente Medio, Sudamérica, África y Nueva Zelanda. El sistema vendió cerca de 600.000 unidades en sus dos primeros días. El 7 de marzo de 2007, la PlayStation 3 de 60 GB se puso a la venta en Singapur con un precio de $799. La consola fue lanzada en Corea del Sur el 16 de junio de 2007 en una sola versión equipada con disco duro de 80 GB e IPTV. Más tarde se fueron ralentizando las ventas, debido en parte a su elevado precio, causado entre otras cosas por la inclusión del lector Blu-ray.

### Recepción y crítica
Después de su lanzamiento, la PlayStation 3 recibió comentarios desfavorables en general, muchos sitios de Internet y la gente encuestada criticaron su alto precio y la falta de juegos de la más alta calidad. Sin embargo, después de una serie de rebajas de precios y la liberación de varios títulos de calidad, el sistema ha empezado a recibir mejores comentarios.
A pesar de la prensa negativa, varios sitios web han dado muy buenas valoraciones al sistema. CNET Reino Unido alabó la PlayStation 3 diciendo:

"PS3 es un versátil e impresionante equipo de entretenimiento en casa que está de moda... la PS3 bien vale su alto precio".

CNET también le ha dado una puntuación de 9,8 sobre un máximo posible de 10 y votado como unos de los gadgets más buscados, alabado por su capacidad de gráfica robusta y su elegante diseño exterior, mientras tanto criticaron su selección limitada de juegos disponibles.

### Frase de Ken Kutaragi y su Retirada de SCE
Kutaragi vio que su consola no vendía nada de lo esperado, por lo que decidió retirarse de SCE definitivamente, pero sin antes decir una frase sobre el futuro de la PS3:

"Queremos que nuestros productos tengan un ciclo de vida de 10 años, es esa la razón de su gran potencial, algo que ya hemos demostrado con PlayStation. Por lo tanto, PlayStation 3 se espera que dure 10 años en el mercado, si éste responde bien".

Luego Ken pensó en como hacer una posible PlayStation 4, aunque al final nunca se encargó del desarrollo de esa consola.

### Modelo PS3 Slim
Tras las especulaciones de que Sony estaba trabajando en un modelo bajo el nombre en clave "slim", Sony anunció oficialmente el modelo CECH-2000 de la PS3 (Slim) el 18 de agosto de 2009, en la conferencia de prensa de Sony Gamescom.
Entre sus características principales destacan un factor de forma delgado y un nivel de ruido más silencioso cuando se enciende la videoconsola. Fue lanzado en los principales territorios por el mes de septiembre de 2009. Como parte del lanzamiento, el tipo de letra "Spider-Man" de la consola en el logo capitalizado "PlayStation 3", fue cambiado y enfocado a un logo más tradicional, con "PS3" impreso en la consola. Junto con el nuevo diseño de la consola y el logotipo, la pantalla de arranque de todas las consolas modificadas a partir del modelo slim de Sony Computer Entertainment, incluyen un sonido característico eliminando el inicio del juego en la pantalla de bienvenida. El arte de la cubierta y el embalaje de los juegos también se cambiaron.

### Hackingyhomebrew
A comienzos de 2010, un hacker llamado George Hotz ("GeoHot") logró acceso a toda la memoria de lectura, escritura y al hipervisor de la consola. Como respuesta, en el mes de abril, Sony distribuyó la actualización del firmware 3.21, la cual elimina la posibilidad de instalar otros sistemas operativos, como puede ser GNU/Linux, con el objetivo de "mejorar la seguridad de la consola".

#### Jailbreak
En agosto de 2010, surge en el mercado un dispositivo USB llamado PS Jailbreak que permite la ejecución de código no firmado en la consola. En la práctica, esto facilita la instalación y ejecución de copias no autorizadas y homebrew. Junto con el dispositivo, se incluyó un software llamado Backup Manager, que permite copiar los juegos originales desde el Blu-ray al disco rígido interno o a uno externo formateado en FAT32. El mencionado software puede ser detectado, permitiendo a Sony identificar a los usuarios de Jailbreak. Numerosos dispositivos clónicos han aparecido en el mercado después del lanzamiento del Jailbreak. Todos éstos dispositivos (Jailbreak y derivados) únicamente funcionan en consolas con firmware 3.41 hasta 3.55 y poderla downgradear.

#### Firma digital
Durante una conferencia realizada en Berlín en diciembre de 2010, un grupo de programadores afirmó haber logrado acceso a las claves de seguridad de la consola, lo que permitiría firmar digitalmente cualquier aplicación y ejecutarla, sin necesidad de un dispositivo tipo Jailbreak y sin restricciones de firmware. Según el grupo, la eliminación del soporte para Linux fue lo que motivó a los hackers a llevar adelante las investigaciones que culminaron finalmente en el hallazgo, logrado mediante aritmética básica con base en un error por parte de Sony en la aplicación de la ECDSA. La empresa estaría incapacitada para contrarrestar el hecho, dado que tendría que modificar las claves de seguridad de la consola, y esto provocaría que todos los juegos y aplicaciones creados hasta la fecha dejaran de funcionar. El propio GeoHot ha publicado, a comienzos de 2011, la principal clave, junto con un "Hello World" para ejecutar en la consola.

#### Firmware personalizado
Para permitir la utilización de homebrew usando las claves de cifrado recién descubiertas varias versiones modificadas de actualización del sistema 3.55 han sido publicadas por Geohot, KaKaRoTo, Waninkoko, Kmeaw y otros, la primera fue publicada por KaKaRoTo el 4 de enero de 2011. La característica más común es la adición de un "App Loader" que permite la instalación de DLC firmado como paquetes. Aunque los administradores de copias de seguridad de juegos se podían ejecutar, no se podía cargar esas copias de juegos al principio a pesar de algunos éxitos formuladas al hacer copias de seguridad de juegos y luego firmarlos. Un parche de LV2 fue lanzado para permitir que los administradores de copias de seguridad cargaran copias de juegos y más tarde se integró en los administradores de las mismas por lo que no tiene que ejecutarse cada vez que se reinicia la PS3. Este método de jailbreak CFW es ahora la tendencia en jailbreaking el PS3 porque no necesita ningún hardware especial y puede instalarse permanentemente en cualquier PS3.
Las actualizaciones de PlayStation 3 System Software v3.56 y v3.60 agregan medidas de seguridad para impedir la creación de firmwares personalizados, a partir de versiones anteriores que bloquean el Jailbreak PS exploit. Sin embargo, los usuarios pueden elegir por no actualizar y algunos juegos que requieran una versión de firmware por encima de 3,55 pueden parchearse para ejecutarlos con un firmware v3.55. Poco después fue lanzado el firmware v3.60, y se llevaron a cabo actualizaciones del servicio en línea Playstation Network para bloquear cualquier método conocido que permitiera el acceso a PSN en firmwares mayores que el último firmware oficial (actualmente v4.89), con lo que bloqueó a los usuarios que optaron por no actualizar.
Un firmware personalizado, conocido como "Rebug", lanzado el 31 de marzo, el cual tiene la mayoría de las opciones y la funcionalidad de depuración y desarrollador de la PS3. Una semana más tarde, estuvieron disponibles tutoriales permitiendo a usuarios descargar contenido PSN gratuitamente, utilizando números de tarjetas de crédito falsas (en lugar de robados).

## Visión detallada

### Hardware
La PlayStation 3 tiene una forma convexa de su lado izquierdo cuando está en la posición vertical, y tiene un elegante acabado negro con el logotipo de PlayStation 3 en el lado izquierdo. El diseñador de la carcasa Teiyu Goto afirmó que la fuente de inspiración del logotipo fue con base en el logo de la película Spider-Man, producida por Sony Pictures, lo cual Ken Kutaragi insistió en utilizar dicha tipografía en el logo.
La PlayStation 3 presenta una ranura slot-in donde se insertan los discos, en esta parte es donde se ubica el lector óptico Blu-Ray cuya velocidad de carga es 2x, conexión interna ide flex, la unidad soporta diversos formatos de discos: DVD, CD, SACD, Blu-ray, entre otros soportes ópticos. La consola cuenta con una unidad interna de almacenamiento, inicialmente se disponía de unidades de disco duro de 20 GB y 60 GB (aunque en la región PAL solo estuvo disponible el modelo de 60 GB). Posteriormente aparecieron el modelo de 80 GB en región NTSC, el modelo de 40 GB en todas las regiones, y finalmente modelos 80 GB y 160 GB en todas las regiones. Todos los modelos de la PS3 tienen discos duros SATA 2,5, actualizables, algunos modelos FAT, la unidad lectora era completa, en versiones slim y posteriores, la controladora del lector paso a soldarse directamente en la placa base, las unidades blu-ray son del tipo ide.
La consola utiliza un microprocesador central diseñado por IBM y Toshiba, bajo el nombre Cell. Está conformado por 1 Power Processor Element (PPE) y 8 Synergistic Processing Elements (SPE). Uno de los SPE viene inhabilitado de fábrica para maximizar la producción de chips y otro queda reservado para la propia consola, por lo que los desarrolladores disponen de 6 SPE para ejecutar sus juegos. Trabaja a una velocidad de 3.2 GHz con 0.218 GFLOPS de potencia. El procesador gráfico fue diseñado por Nvidia, bajo el nombre RSX (basado en la GeForce 7800 GTX), la cual pueden salir resoluciones de 480i, 576i SD, se detiene si llega hasta 1080p HD y, además, dispone de 256 MB de memoria GDDR3 para RSX y 256 MB de memoria RAM XDR para el sistema.
El sistema cuenta con Bluetooth 2.0, Wi-Fi, Ethernet, USB 2.0 y HDMI 1.3. La consola dispone de un lector de tarjetas flash (compatible con Memory Stick, SD, MMC, CompactFlash y Microdrive) incorporado en el modelo de 60, y 80 GB lanzados solo en los Estados Unidos y Latinoamérica.

### Modelos

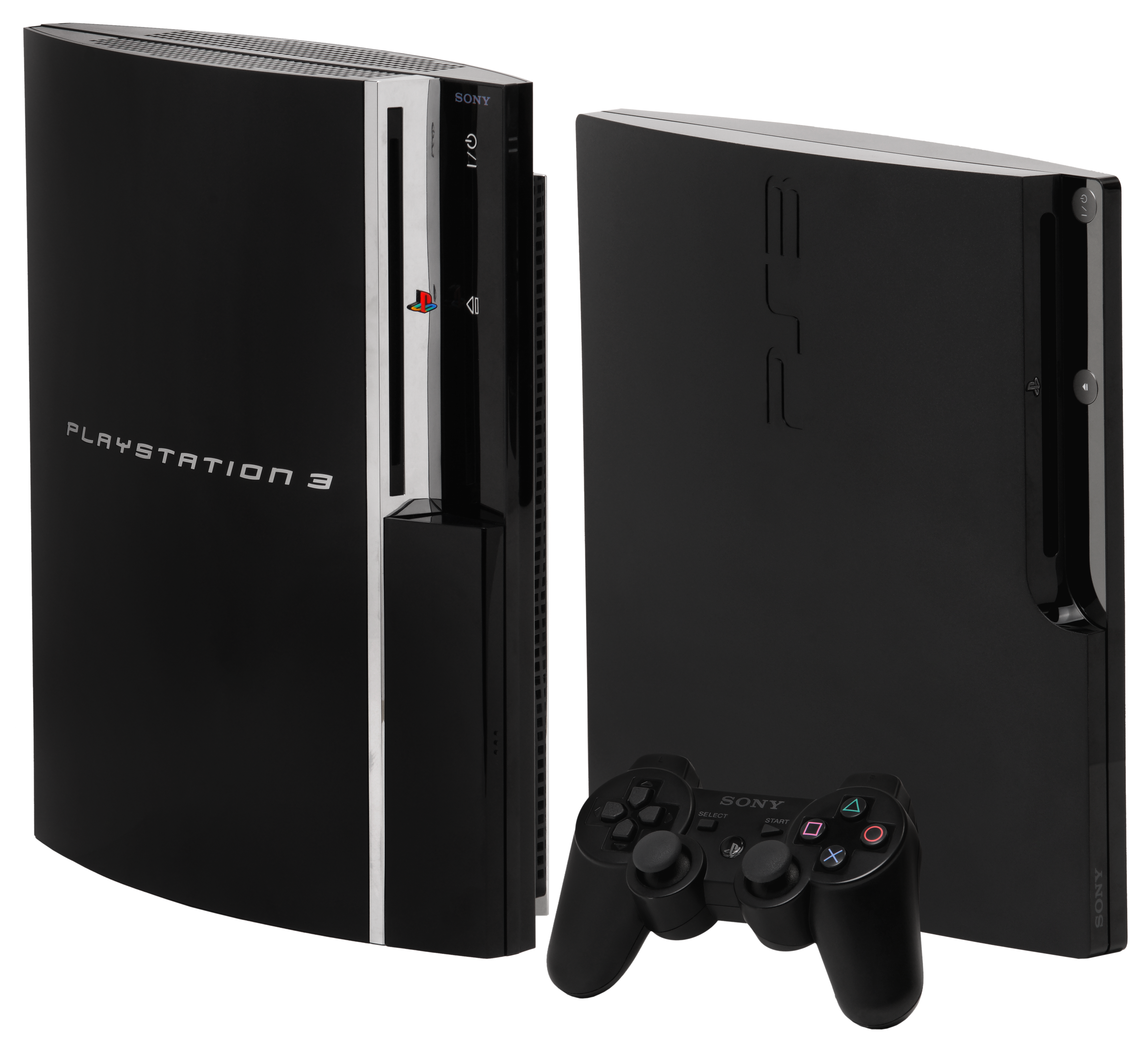
La PS3 Slim posee el 67% del tamaño de su antecesora.

#### Modelo original
Hay cinco modelos originales de hardware de la PlayStation 3 que son comúnmente mencionados por el tamaño incluido de su unidad de disco duro: "20 GB", "40 GB", "60 GB", "80 GB" y "160 GB".
El modelo, de 20 GB únicamente ha sido distribuido en Estados Unidos y en Japón, donde ya se ha dejado de fabricar debido a sus bajas ventas, por lo que no llegó a Europa. El modelo incluye un disco duro SATA 2,5" de 20 GB, y además, un conector HDMI 1.3 que antes se podía encontrar solo en el modelo estándar. Por otro lado, Sony tiene previsto vender un lector de tarjetas de memoria y un adaptador Wi-Fi externo para este modelo. No obstante, estos agregados aún no han sido liberados. Sin embargo, este modelo ofrece cuatro puertos USB 2.0, así como ranuras de expansión para las tarjetas de memoria.
Además de todas las características del modelo de 20 GB, el modelo de 60 GB tiene un Wi-Fi IEEE 802.11 b/g interno, varios lectores de tarjetas de memoria (SD/MultiMediaCard, CompactFlash Type I/Type II, Microdrive, Memory Stick/PRO/Duo), y un acabado en cromo. En términos de hardware, el modelo de 80 GB lanzado en Corea del Sur es idéntica al modelo de 60 GB liberado en las regiones PAL, a excepción de la diferencia de tamaño de disco duro. Al igual que el de Corea del Sur y los modelos europeos, en Norteamérica el modelo de 80 GB también excluye el CPU "Emotion Engine" utilizado en la PlayStation 2. Sin embargo, todavía mantiene el "sintetizador gráfico" GPU. Debido al retiro del "Emotion Engine", el nivel de compatibilidad se redujo. Los modelos de 40 GB, 80 GB y 160 GB, únicamente disponen de dos puertos USB en lugar de los cuatro puertos disponibles en otros modelos. También prescinden del lector de tarjetas flash, soporte SACD, o cualquier compatibilidad con los juegos de PlayStation 2. Originalmente la ps3 fue presentada en tres colores: negro, blanco y plateado, a esto se añadieron diferentes ediciones especies, en otros colores o decoradas con motivos de algún videojuego, algunas de ellas exclusivas para Japón diferentes otras llegaron a Europa o al mercado Americano. Entre las ediciones especiales basada en el modelo original destacan la Metal Gear Solid 4 limited edition que era de color titanium, edición PS3 Final Fantasy VII y la edición PS3 Yakuza 2.

#### Slim
A raíz de especulaciones o rumores de un modelo Slim, Sony anunció oficialmente la PlayStation 3 Slim el 18 de agosto de 2009 en la conferencia de prensa de la Sony Gamescom. La PS3 Slim es un 33% más pequeña, un 36% más ligera (es decir que sus dimensiones se han reducido a 290 mm de alto y ancho, y 65 mm de grosor, y su peso se ha reducido a 3.2 kg.) y su consumo de energía es menor a comparación de los modelos anteriores. Además dispone de un disco duro de 120 GB (posteriormente saldría otros modelos con 160GB, 250 GB y 320 GB) y presenta las mismas características y funciones de los modelos anteriores PS3, es decir: lector de Blu-Ray, dos puertos USB, Wi-Fi, Bluetooth y HDMI. Su precio en el mercado europeo fue de 299 euros y salió a la venta el 1 de septiembre de 2009.
Con el lanzamiento de la PlayStation 3 Slim también se anunció mediante un comunicado de prensa en la página SCEI el renombramiento del nombre PLAYSTATION 3 a PlayStation 3 y un nuevo logo "PS3".

#### Super Slim
En una conferencia previa al Tokyo Game Show, Sony anunció el lanzamiento de un nuevo modelo de su consola PlayStation 3, el cual es un 20% más pequeño y un 25% más liviano que el anterior slim. Salió en negro en el mes de septiembre de 2012 y blanco posteriormente, en su mejor versión tiene 500 GB de disco duro. Hay packs con los juegos FIFA 13 o Uncharted 3: La traición de Drake en su versión GOTY. Salieron también dos versiones más de la consola, aparte de la de 500 GB, la de 250 GB y la de 12 GB (memoria flash) de almacenamiento, superando con mucho a la versión más básica de su competidora más directa, la Xbox 360. Como novedad está una bandeja corrediza en lugar de la ranura para insertar el disco y la simpleza en su diseño. Está disponible a un precio de 250 y 300 dólares en América del Norte, dependiendo del modelo y las características del mismo en línea.

### Accesorios

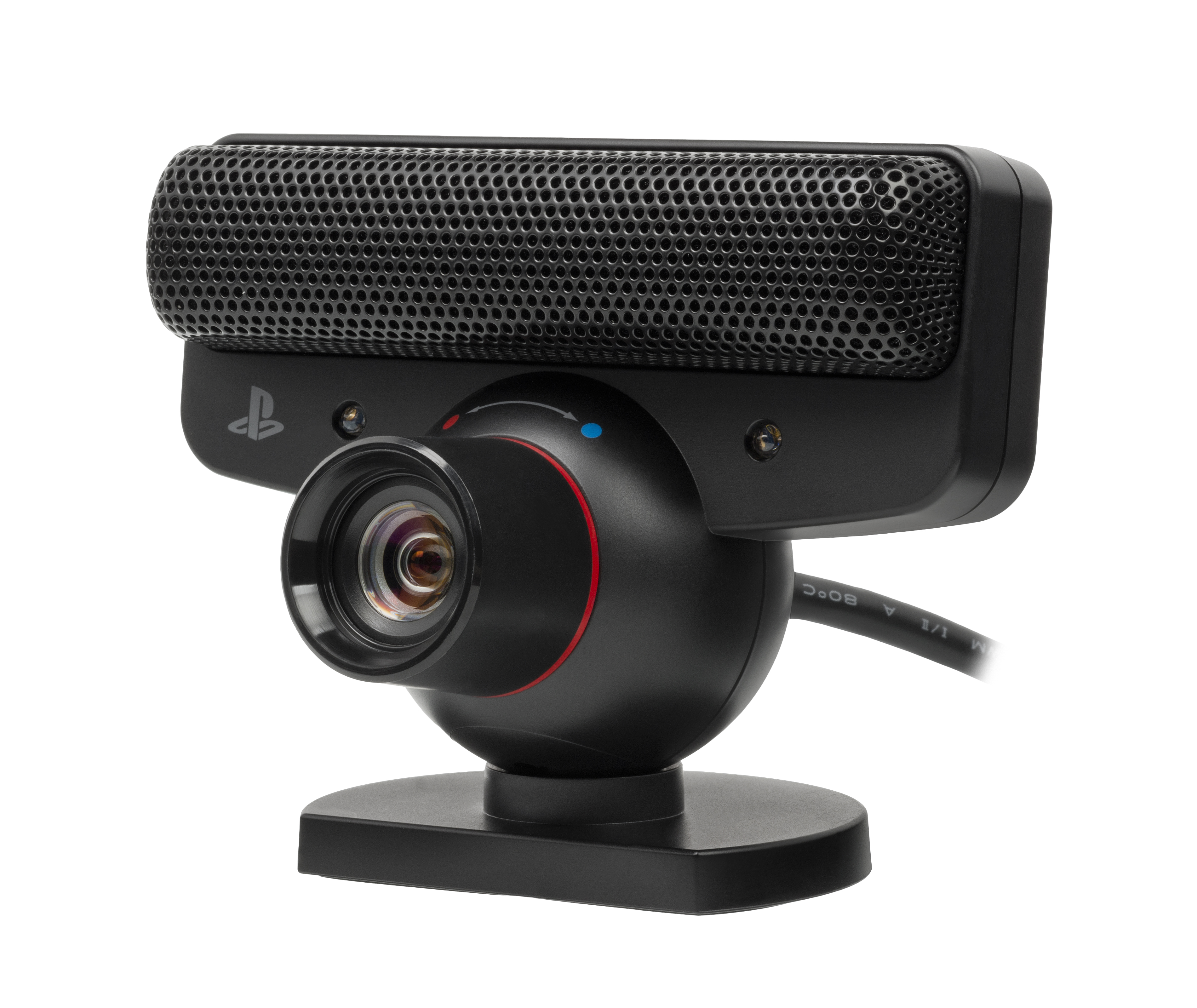
PlayStation Eye

La consola dispone de una gran variedad de accesorios incluyendo: el controlador Sixaxis, Dualshock 3 y Move, teclado, auriculares, cable HDMI, y el sintonizador/grabador de TDT PlayTV y la cámara web PlayStation Eye, compatibilidad con PlayStation Move (control de movimiento y control de navegación) Además, los accesorios de la PlayStation 2 son compatibles con la PlayStation 3, debido a la conservación de su arquitectura.
El mando consta también de un sensor de movimiento integrado. Esto también se suma a un PlayStation VR.

#### PlayStation 3D Display
Es la nueva pantalla 3D de Sony para la Playstation 3. Tiene la capacidad del Simulview que permite a 2 jugadores jugar sin tener que partir la pantalla a la mitad con unos lentes 3D especiales de Sony.

#### Sixaxis y DualShock 3

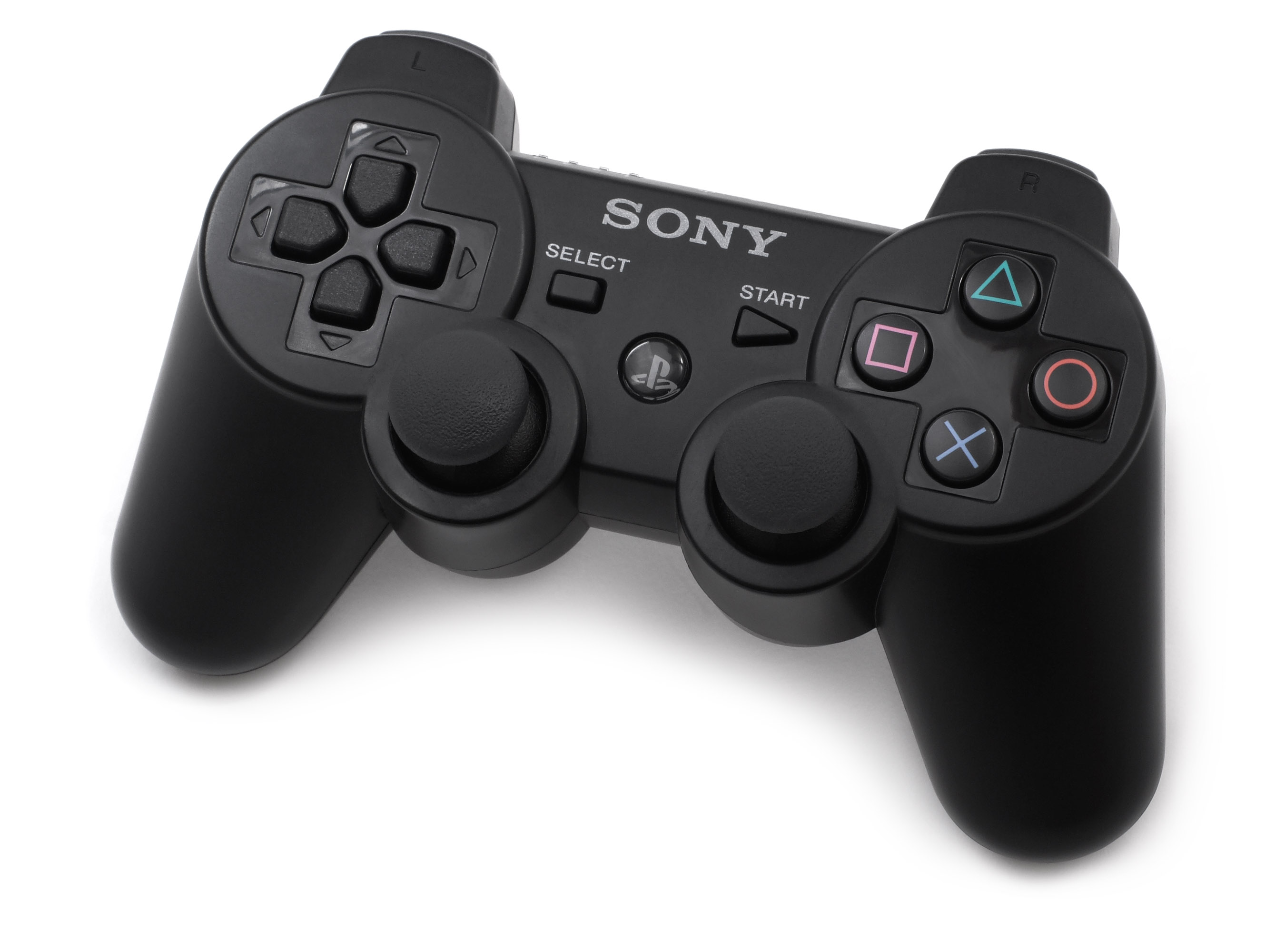
Mando inalámbrico Dualshock 3, control actual de la consola PlayStation 3.

En la PlayStation 3 llegó una importante revolución en el aspecto de controladores para consolas de Sony. El mando añadió la función de detección del movimiento y vibración. A este primer mando se le llamó Sixaxis, nombre que significa «seis ejes» haciendo referencia a los seis (six) ejes (axis) de detección de movimiento (3 para movimientos posicionales en el espacio mediante acelerómetros y 3 para la detección de rotación). Más tarde, debido a las críticas de los usuarios hacia la falta de vibración, se hizo una revisión del mando con el nombre DualShock 3, que añade la función de vibración de nuevo al mando.
Características:
- Tiene función inalámbrica a través de Bluetooth, con batería de litio de aproximadamente 30 horas de autonomía, cargándose a través de un cable USB-miniUSB. Además se puede conectar a la consola a través del mismo cable, sin necesidad de usar la función inalámbrica.
- Los botones R2 y L2 son ahora gatillos analógicos.
- Al igual que en la PSP, se ha añadido el Botón Home (Botón PS) en el centro del mando, similar al botón Xbox Guide del mando de la Xbox 360.
- Tiene cuatro ledes en la parte delantera, que permiten saber en qué puerto está conectado.
- Se ha mejorado su sensibilidad con respecto a su predecesor.
- Se introdujeron seis grados de libertad.

Compatible también vía Bluetooth con algunos modelos de la línea XPERIA en celulares.

#### PlayStation Move

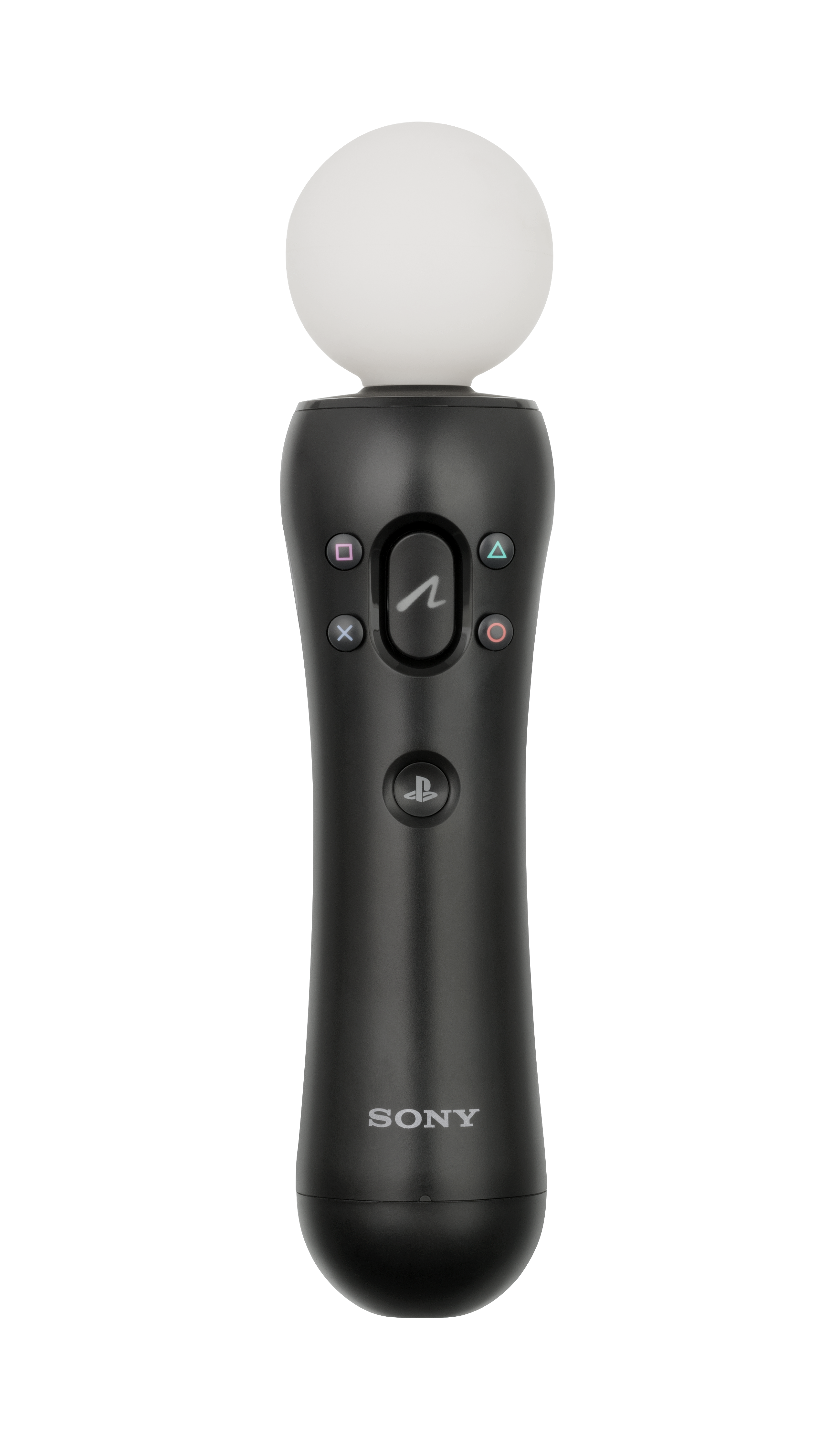
PlayStation Move Motion Controller

Move es un dispositivo de reconocimiento de movimiento en Playstation. Sony define Move como un dispositivo muy rápido, preciso y sencillo de usar. El lanzamiento fue en otoño de 2010 en Europa y primavera de 2011 en América. Esto acompaña con la PlayStation VR.
Sony PlayStation Move tiene un precio de entre 30 y 70 euros en Europa. Se caracteriza por un peso ligero y la vibración. El usuario se debe situar delante de la televisión en la zona central para ser detectado por la cámara. También hay un bundle de PS Move, Ps Eye y el videojuego Sports Champions

### Especificaciones técnicas
Las siguientes especificaciones fueron mostradas en el sitio web de Playstation:
| CPU                          | Cell Broadband Engine 1PPE y 8 SPEs | 3,2 GHz                      |  |
| GPU                          | NVIDIA/SCEI RSX | 550 MHz                      |  |
| GPU                          | Pixel Shaders | 24                           |  |
| GPU                          | Vertex Shaders | 8                            |  |
| GPU                          | TMUs | 24                           |  |
| GPU                          | ROPs | 8                            |  |
| GPU                          | TDP | 58 W                         |  |
| GPU                          | Tex L1 Cache | 16 KB per 4 PS               |  |
| GPU                          | Tex L2 Cache | 80 KB per 4 PS               |  |
| GPU                          | Pixel Shader | 3.0                          |  |
| GPU                          | Vertex Shader | 3.0                          |  |
| GPU                          | Architecture | Curie                        |  |
| GPU                          | Foundry | Sony                         |  |
| GPU                          | Proceso de litografia | 65 nm                        |  |
| GPU                          | Transistores | 300 million                  |  |
| GPU                          | Densidad | 1.6M / mm²                   |  |
| GPU                          | tamaño del Die | 186 mm²                      |  |
| GPU                          | Cache l2 | 512kB                        |  |
| GPU                          | Cache L1 | 32kB data + 32kB instruction |  |
| RAM                          | 256 MB de RAM de tipo GDDR3 VRAM a 700 MHz con ancho de banda de 128 bits y 256 MB Rambus XDR DRAM a 3.2 GHz con un ancho de banda de 64 bits. |                              |  |
| Dimensiones                  | Aproximadamente 230 × 60 × 290 mm (ancho × alto × largo)[nuevo modelo super slim]                                                              |                              |  |
| Resolución                   | 1080p, 1080i, 720p, 480p, 480i |                              |  |
| Almacenamiento               | Cualquier disco duro SATA de 2,5" Pulgadas y un máximo de 10 mm de altura. Recomendado 5200rpm para disminuir el calor generado.               |                              |  |
| Sonido                       | LPCM 7.1ch, Dolby Digital, Dolby Digital Plus, Dolby TrueHD, DTS, DTS-HD, AAC.                                                                 |                              |  |
| Detección de movimiento      | PSMove |                              |  |
| Soporte                      | Discos Blu-ray 2x, DVD 16x, CD 52x |                              |  |
| Control                      | Dualshock 3 Sixaxis |                              |  |
| Botones                      | D-Pad, 2 × sticks analógicos, , , L1, R1, R2, L2, R3,L3, Start, Select, Home-Encendido                                                         |                              |  |
| Conectividad inalámbrica     | Ethernet (10BASE-T, 100BASE-TX, 1000BASE-T). EEE 802.11 b/g (Wi-Fi). Bluetooth ® 2.0 (EDR)                                                     |                              |  |
| Operaciones en coma flotante | 400.4 GFLOPS (RSX) - 230.4 GFLOPS (CELL BE) |                              |  |

#### Blu-ray

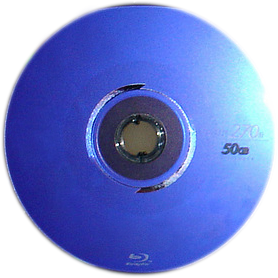
Blu-Ray, formato de disco empleado en la PlayStation 3.

En la etapa de desarrollo de la PlayStation 3, Sony decidió equipar el reproductor Blu-ray en la PlayStation 3, cuya intención fue la de impulsar su formato desarrollado y las películas almacenadas en ese formato. El disco mide 12 cm de diámetro como el DVD y CD. Los juegos de la PlayStation 3 están almacenados en ese formato, lo cual muchos desarrolladores han aprovechado la capacidad de almacenamiento de este disco para agregar más extras en los juegos.
Los discos Blu-ray están hechos a base de papel y celulosa en lugar de polímeros como en el caso de los CD o los DVD, por lo que son biodegradables. Sin embargo los discos Blu-ray tienen una cubierta protectora a prueba de arañazos no biodegradable. Un disco Blu-ray puede almacenar hasta unos 25 GB de datos por capa, 50 GB a doble capa, con un máximo de cuatro capas por disco.
En el año 2008, Blu-Ray se convierte en el estándar de los medios ópticos sucesor del DVD, tras el retiro de Toshiba en la producción del HD DVD en febrero de 2008. En la anterior guerra de los formatos entre HD DVD y Blu-Ray, la PlayStation 3 fue considerada como el reproductor de Blu-Ray más económico.
Un estudio demostró que el 60% de los poseedores de PS3 desconocen que ésta tiene lector Blu-ray, el otro 40% saben que incorpora dicho lector y lo usan para ver películas en alta definición. También se hizo ese mismo estudio a otras consolas, donde un 30% saben que se puede usar el lector para ver películas en alta definición.

### Software

#### Videojuegos
En el lanzamiento de Norteamérica la consola dispuso de 14 títulos y a finales del año fueron lanzados 3 juegos más. Después de la primera semana de ventas, se confirma que Resistance: Fall of Man de Insomniac Games, es el juego más vendido en el estreno de Norteamérica. El juego fue elogiado por numerosos sitios web de videojuegos, incluyendo Gamespot e IGN, ambos premiaron al juego como el mejor título de la Playstation 3 para el año 2006. Algunos títulos no aparecieron en el lanzamiento y fueron retrasados hasta principios de 2007, tales como The Elder Scrolls IV: Oblivion, FEAR y Sonic the Hedgehog. Durante el lanzamiento japonés, Ridge Racer 7 fue el juego más vendido, mientras tanto Mobile Suit Gundam: Crossfire también se vendió bien; ambos de los cuales fueron ofrecidos por Namco Bandai.

#### 3D estereoscópica
En diciembre de 2008, el director de tecnología de Blitz Games anunció que iba a llevar los juegos estereoscópicos en 3D y visualización de películas para la Xbox 360 y PlayStation 3 con tecnología propia. Esta tecnología fue demostrada por primera vez en público en la PS3 en enero de 2009 en el Consumer Electronics Show. Los periodistas se mostraron Wipeout HD y Gran Turismo 5 Prologue en 3D como una demostración de cómo la tecnología puede funcionar si se implementa en el futuro. Sistema de actualización de software 3.30 de la PS3 ha preparado para los juegos 3D estereoscópica, mientras se preparaba para 3,50 películas en 3D. La actualización de firmware 3.30 para PS3 títulos oficialmente permite que se juegue en 3D, lo que requiere una pantalla compatible para su uso. Mientras que el juego en sí tiene que ser programado para tomar ventaja de la tecnología 3D, los títulos pueden conectarse a añadir en la funcionalidad de manera retroactiva. Los títulos con dichos parches son Wipeout HD, Pain y Super Stardust HD.

#### Multimedia
Uno de los incentivos de venta de la PlayStation 3 son sus capacidades de multimedia. La PlayStation 3 puede reproducir música en CD o reproducir películas en DVD o películas de alta definición almacenadas en el formato Blu-Ray. También la consola puede reproducir otros formatos de disco. Aparte de reproducir medios ópticos, la consola se puede conectar algunos dispositivos de multimedia como reproductores MP3, cámaras digitales, celulares, y etc., todo esto gracias a sus puertos USB 2.0.
El contenido multimedia almacenado en la PlayStation 3, puede ser compartido en la consola portátil PSP. Al disponer de disco duro en la PlayStation 3, se pueden grabar videos, programas de televisión o almacenar algunos contenidos descargados de la PlayStation Network.

#### PlayStation 3 System Software
PlayStation 3 System Software es el programa informático de actualización del sistema operativo de la PlayStation 3. El proceso de actualización es similar a las actualizaciones de firmware para la PlayStation Portable (PSP). Las actualizaciones pueden descargarse directamente de la PlayStation Network a la PS3 y posteriormente se instalan, aunque también es posible descargar actualizaciones en un PC desde la página oficial de PlayStation Network y guardarla en un soporte de memoria externo (por ejemplo, un pendrive) para, posteriormente, pasar esos datos a la consola vía puerto USB.
La versión 2.00, fue lanzada el 8 de noviembre de 2007 y añade la posibilidad de personalizar la XMB utilizando temas, da soporte al controlador de DualShock 3, la capacidad de crear listas de reproducción personalizadas de música y fotos; agrega más opciones para agrupar el contenido XMB con pestañas, y la capacidad remota de desactivar el PSP desde la PS3. La versión de 2.01 fue lanzada el 19 de noviembre de 2007 y fija algunas de las cuestiones de la estabilidad de la PS3 en la conexión de red y repara algunos problemas con el mando a distancia. La versión 2.10, fue lanzada el 18 de diciembre de 2007. En esta actualización se hizo que la PS3 fuese compatible con el perfil Blu-ray 1.1, se añadió una nueva visualización de la música, añadió la capacidad de cambiar el tono de voz en el chat de la consola, y se añade el soporte para DivX, XviD, y VC-1 (WMV) codecs.
La versión 2.20, fue lanzada el 25 de marzo de 2008, es una actualización importante, que hizo que la PS3 fuese compatible con el perfil Blu-ray 2.0. Antes de la actualización, la versión 2.17, fue lanzada el 13 de marzo de 2008 y algunas características son menor corrección de errores. La versión del software es la versión 2.80, que trajo como principal característica una mayor fluidez del menú de la consola mientras te encuentras jugando, entre cambios menores de estabilidad, a partir de la versión 3.50 se añadió compatibilidad con Blu-ray 3D. Actualmente se encuentra la versión 4.91.

#### XMB
La XMB (XrossMediaBar) es la interfaz gráfica de usuario de la PlayStation 3, fue desarrollada por Sony para distintos productos electrónicos como la PSP y algunos televisores que utilizan esta interfaz. La interfaz está conformada por dos barras que contiene una serie de iconos que administra diferentes funciones en la consola. La barra horizontal se le conoce categorías y ésta despliega una serie iconos con diferentes nombres: usuarios, ajustes, fotos, música, vídeo, red, juego, playstation network y amigos. La segunda barra se le conoce como elementos, al ejecutar la barra de categorías, ésta despliega la barra de elementos y muestra una serie de iconos que ejecutan diferentes tareas: crear cuentas de usuario, imprimir, o modo de visualización entre otras tareas. La XMB es similar a la interfaz del Windows Media Center de Microsoft, con la diferencia que la XMB está enfocada en administrar totalmente el hardware de la PlayStation 3.

#### PlayStation Network
En respuesta al éxito de la red Xbox Live de Microsoft, Sony anunció su servicio en línea unificado para PlayStation 3 en 2006 en la reunión PlayStation Business Briefing en Tokio. Sony también confirmó que el servicio será siempre conectado, gratis, e incluye soporte multijugador. Además, a la interfaz de registro solo se puede acceder a través de la interfaz del sistema PS3.
En el Tokyo Game Show de septiembre de 2006, se reveló que los usuarios podrían descargar algunos de los miles de títulos de PlayStation y PlayStation 2 a través de la red PlayStation Network por una cantidad de $5 o $15 en EE. UU.
El 8 de mayo de 2007, Sony Computer Entertainment anunció los PlayStation Network Cards para Japón, es una forma de dinero electrónico que puede ser utilizado con la tienda virtual PlayStation Store. Los PlayStation Network Tickets están disponibles en unidades de 1.000, 3.000, 5.000 y 10 000 yenes, se pueden adquirir en tiendas o bazares en Japón. Cada boleto contiene un código alfanumérico de 12 dígitos que pueden ser introducidos en la PlayStation Network para colocar créditos en el monedero virtual. Las tarjetas están disponibles a través de quioscos electrónicos en 26 000 tiendas de conveniencia, incluyendo Lawsons, Family Mart, Daily Yamazaki, Ministop y Sunkus.
El 29 de junio de 2010 se lanza el servicio PlaystationPlus, mediante el cual los usuarios que lo deseen pueden pagar para obtener ciertos privilegios, como la descarga de alrededor de tres juegos gratuitos al mes.

#### PlayStation Home
Durante 2007, en la Game Developers Conference, Sony anunció la PlayStation Home, es una comunidad virtual para la PlayStation Network. En el Home los usuarios pueden crear su avatar para su PlayStation 3. Este avatar tiene su propio apartamento, conocido como "HomeSpace", lo cual, puede ser decorado con los puntos de los jugadores obtenidos en ciertos juegos. En el futuro, el servicio se ampliará, lo que permite a los jugadores tener una mayor variedad de prendas de vestir, así como animales de compañía. El Home permite a los usuarios de la PlayStation Network experimentar una segunda vida en un mundo virtual, y actúa como un lugar de encuentro para los usuarios que quieren jugar juegos multijugador con otros.
La versión beta cerrada comenzaba en Europa a partir del 1 de mayo de 2007 y poco después se ampliaba en otros territorios, mientras tanto, otra versión beta estaba siendo programada para octubre de 2007. Sin embargo, en el evento electrónico Tokyo Game Show de 2007, Sony retrasó la liberación del Home hasta la "primavera de 2008", y nuevamente el 21 de abril de 2008, es retrasado el servicio hasta el "otoño de 2008". El presidente de la SCEI y el grupo CEO Kaz Hirai declaró más tarde que el lanzamiento se retrasó debido a la realización de nuevas pruebas de evaluación y retroalimentación para proporcionar la mejor experiencia posible al lanzamiento.

#### Conectividad con la PlayStation Vita
Sony también ha demostrado la PSVita reproduciendo el contenido de vídeo del disco duro de la PlayStation 3 a través de una conexión de red inalámbrica Local. Esta característica se conoce como "Uso a distancia", el icono se localiza en la opción de Red en el menú principal de la PlayStation 3 o PlayStation Vita. Uso a distancia permite a la PlayStation Vita acceder a la PS3 en determinado lugar ya sea a la casa u oficina del usuario a través de Internet mediante un punto de acceso de un servicio LAN inalámbrico público.
La PlayStation Portable puede sincronizarse con la PlayStation 3, incluyendo la conectividad del juego. Esta característica fue demostrada en la E3 de 2006 con el juego de carreras Formula One: Championship Edition, la PSP se utilizó como espejo retrovisor. Además, es posible descargar juegos de la PlayStation a través de la PlayStation 3 mediante la tienda virtual PlayStation Store. Estos juegos no se pueden emplear en la PS3. Estos requieren ser enviados a la PSP, y utilizar su respectivo programa emulador. El 18 de abril de 2007, Sony añade este soporte para jugar y descargar títulos de la PlayStation, con la actualización al firmware versión 1.70.

### Problemas técnicos

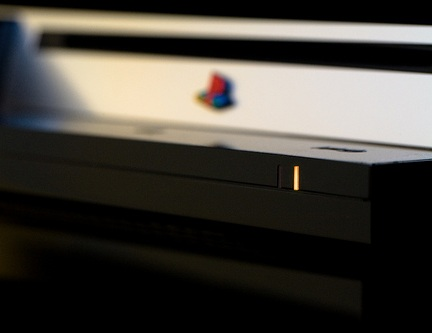
La PlayStation 3 presentando una luz amarilla en el led de encendido, lo que indica un error no específico.

Un estudio del año 2009, encontró una tasa de fallos del 10% en dos años para la consola PlayStation 3. Según Ars Technica, el número de consolas que experimentaron fallos está dentro de la tasa de fallos normal en la industria de artículos electrónicos.
Sin embargo, en septiembre de 2009, un programa de la BBC emitió un reporte investigando la llamada "luz amarilla de la muerte" (yellow light of death), que afecta menos del 0,5% de consolas vendidas en el Reino Unido. La luz amarilla indica un fallo de hardware no determinado, que deja el sistema inutilizable.
El programa también hizo notar que la PlayStation 3 tiene un año de garantía (típica en un producto electrónico). Los poseedores de consolas fuera de garantía pueden pagar una tarifa de 50 a 100 dólares a Sony a cambio de una consola reacondicionada.
En respuesta al programa, el director de administración, Ray Maguire, emitió un comunicado criticando al programa y denunciando un posible intento de dañar las marcas Sony y PlayStation, afirmando que las tres consolas testeadas en el programa no constituyen evidencia de un defecto de fabricación.
Tras la actualización 3.21, diversos usuarios reportaron fallos en el equipo, como errores al leer los discos, cuentas de la PSN bloqueadas, pantallas negras e incluso problemas para encender el equipo. A partir de la versión 3.50 del firmware, la consola dejó de reconocer periféricos de terceros y otros dispositivos con conector USB.
El 1 de marzo de 2010, muchos de los modelos originales de PlayStation 3 en todo el mundo (exceptuando los Slim) experimentaron errores relacionados con el reloj interno del sistema. El error tenía una multitud de síntomas. Inicialmente, el principal problema parecía ser la incapacidad para conectarse a la PlayStation Network. Sin embargo, la causa principal del problema no estaba relacionado con la PlayStation Network, ya que incluso los usuarios que nunca habían estado en línea también tenía problemas para reproducir los juegos instalados que no tienen la opción de juego en línea (que requieren del temporizador del sistema como parte de la instalación) y el uso de temas del sistema. Al mismo tiempo, muchos usuarios señalaron que el reloj de la consola había vuelto al 31 de diciembre de 1999. El evento fue apodado ApocalyPS3, un juego de palabras derivado de Apocalipsis.
El código de error que aparecía fue 8001050F y los usuarios afectados no podían acceder, jugar, utilizar los temas dinámicos y ver/sincronizar los trofeos que obtuvieron. El problema residía solamente en la primera y tercera generación de unidades de PS3 original, mientras que los nuevos modelos Slim no se vieron afectados debido a los diferentes hardwares internos para el reloj.
Sony confirmó que fue un error y declaró: "Estamos limitándonos al error y seguimos trabajando para restaurar el servicio para todos". Para el 2 de marzo de 2010, los propietarios de la PS3 original pudieron conectarse a la PSN con éxito y el reloj ya no mostró el 31 de diciembre de 1999 como fecha.
Sony dijo que los modelos afectados identificaron incorrectamente el año 2010 como año bisiesto, debido a un error en el método BCD de almacenamiento de la fecha. Sin embargo, para algunos usuarios, el reloj del hardware del sistema operativo (actualizado desde Internet y que no está asociado principalmente con el reloj interno) debía ser actualizado manualmente o por resincronización a través de Internet.
Finalmente, el 29 de junio de 2010, Sony lanzó la actualización del firmware 3.40, que mejora la funcionalidad del reloj interno para tener en cuenta adecuadamente los años bisiestos.

### Ventas
| Región          | Unidades Vendidas                   | Disponible              |
| --------------- | ----------------------------------- | ----------------------- |
| Japón           | 9,52 millones a septiembre de 2013  | 11 de noviembre de 2006 |
| Estados Unidos  | 27,23 millones a septiembre de 2013 | 17 de noviembre de 2006 |
| Europa          | 31,9 millones a septiembre de 2013  | 23 de marzo de 2007     |
| Resto del mundo | 18,75 millones a septiembre de 2013 |                         |
| Total           | 87,4 millones de consolas           | 11 de agosto de 2021    |

Al principio del lanzamiento de la PlayStation 3, a pesar de las altas ventas en los días siguientes a su lanzamiento, las ventas del equipo estuvieron estancadas, debido al elevado costo del equipo. El costo inicial de producción de la PlayStation en los Estados Unidos era de 805,85 dólares, para el modelo de 20 GB y 840,35 dólares para el modelo de 60 GB, en los Estados Unidos;
 sin embargo, los precios fueron de 499 dólares y 599 dólares en los Estados Unidos, respectivamente. Los altos costes de fabricación significaban que cada unidad se vendía con una pérdida de aproximadamente 250 dólares, constituyendo una pérdida de 232 300 000 yenes (1 970 000 dólares de los Estados Unidos) en la división de juegos de Sony, al finalizar el año fiscal de marzo de 2007.
En noviembre de 2007, las ventas de la PlayStation 3, en los Estados Unidos, tuvieron un incremento de un 298%, según las cifras anunciadas por Sony Computer Entertainment America. Uno de los factores de este incremento se debió a la festividad de Acción de Gracias, y otro factor fue la disponibilidad en las tiendas de unidades de la consola, tanto del modelo de 80 GB como el modelo de 40 GB.
Gracias a la rebaja de precios de 100 dólares que se hizo a principios del verano de 2007 (junio-julio) al modelo de 60 GB, las ventas aumentaron un 113% en las tiendas estadounidenses. Asimismo, gracias a la salida del modelo de 40 GB, en el Reino Unido aumentaron las ventas un 178%.